# Móng Cái 1
Móng Cái 1 là một phường thuộc tỉnh Quảng Ninh, Việt Nam.